# Tommy Wonder
Tommy Wonder, pseudonimo di Jacobus Maria Bemelman (29 novembre 1953 – 26 giugno 2006), è stato un illusionista olandese.

## Biografia
Si è esibito a Las Vegas e a Montecarlo e sul canale televisivo Fox.
Si formò come attore, studiando recitazione, danza e canto per tre anni presso l'Academie voor Podiumvorming a L'Aia, e per i successivi due anni fu in tournée con la compagnia teatrale De Haagsche Comedie.
Vinse il secondo premio al "Campionato mondiale di magia", nel 1979 e nel 1988. Nel 1998 ottenne il Performer Fellowship Award dall'Academy of Magical Arts di Hollywood e nel 1999 il Best Sleight of Hand Performer dal World Magic Awards.
Morto prematuramente per un cancro, ottenne postumo nell'agosto 2006 il Theory & Philosophy Award al campionato mondiale della Fédération Internationale des Sociétés Magiques.